# Lubi Prates
Lubi Prates (São Paulo, 7 de novembro de 1986) é uma poeta, editora, tradutora e curadora brasileira. Como tradutora, Lubi Prates é responsável pela edição brasileira da Poesia Completa de Maya Angelou.
Foi finalista do 61º Prêmio Jabuti e do 4º Prêmio Rio de Literatura, com o livro Um corpo negro (2018), anteriormente selecionado para criação e publicação de poesia pelo Programa de Apoio Cultural (ProAC), da Secretaria de Cultura do governo do estado de São Paulo.

## Biografia
Lubi Prates nasceu em 7 de novembro de 1986, em São Paulo (SP). É uma poeta, editora, tradutora e curadora de Literatura. 
Tem quatro livros publicados (coração na boca, 2012; triz, 2016; um corpo negro, 2018; até aqui, 2021). Um corpo negro foi contemplado pelo Programa de Apoio Cultural (ProAC), da Secretaria de Cultura do governo do estado de São Paulo, com bolsa de criação e publicação de poesia e, além de ter sido finalista do 4º Prêmio Rio de Literatura e do  61º Prêmio Jabuti, também foi traduzido e publicado na Alemanha, Argentina, Colômbia, Croácia, Estados Unidos, França, Suíça e Portugal, tornando-a uma das vozes mais importantes da poesia contemporânea brasileira. Tem diversas publicações em antologias, revistas e participações em eventos, nacionais e internacionais (América Latina, Ásia e Europa). 
Participou da programação principal da Festa Literária Internacional de Paraty, em 2023. 
Organizou os festivais literários para visibilidade de poetas, [eu sou poeta] (São Paulo, 2016) e Otro modo de ser (Barcelona, 2018) e também participou de festivais literários no Brasil e em países da América Latina
É fundadora da nosotros, editorial e da nossa editora, e tradutora de autoras como Maya Angelou, Audre Lorde e Dionne Brand. 
É doutora em Psicologia do Desenvolvimento Humano pela Universidade de São Paulo. Pelo Conselho Regional de Psicologia,Lubi foi contemplada com o Prêmio Jonathas Salathiel de Psicologia e Relações Raciais, na categoria de criações artísticas, com o livro Um corpo negro.

## Obras publicadas
- Coração na boca (2012)
- Triz (2016)
- Golpe: Antologia-manifesto (organização, 2017)
- Um corpo negro (2018)
- Nossos poemas conjuram e gritam (organização, 2019)
- Poesia Completa, Maya Angelou (tradução, 2020)
- Até aqui (2021)
- Zami: uma nova grafia do meu nome - uma biomitografia, Audre Lorde (tradução, 2022)
- Estamos aqui: antologia de jovens poetas negros (organização, 2022)
- Basta um, Flora Nwapa (tradução, 2023)
- Nenhuma língua é neutra, Dionne Brand (tradução, 2023)
- Pão tirado de pedra, Dionne Brand (tradução, 2023)
- Você lembrará seus nomes (organização, 2024)